# پرستار شب
پرستار شب فیلمی به کارگردانی محمدعلی نجفی و نویسندگی کیهان رهگذار محصول سال ۱۳۶۶ است.

## خلاصه داستان
وظیفه پرستاری از رزمنده‌ای زخمی به یک زن جوان مسیحی به نام ماری سپرده می‌شود. پرستار احساس می‌کند که چهره مجروح برایش آشناست. در طول مدتی که وظیفه پرستاری از مجروح را به عهده دارد، در صدد است تا به راز این آشنایی پی ببرد. ماری با خواندن نامه‌هایی که همراه رزمنده است، نزدیکی بیشتری به او احساس می‌کند. سیر و سلوک در عوالم روحی ماری را به درک تازه‌ای از زندگی می‌کشاند. جوان رزمنده فوت می‌کند. ماری درمی‌یابد که جوان حامل پیغام یکی از آشنایان او بوده که در جبهه کشته شده است.

## بازیگران
- مهناز افضلی
- علی بی غم
- قاسم سیف
- شهلا ریاحی
- مینا صارمی
- سارا نجفی
- حسین خانی بیک
- آندره آندره یاسیان
- حسن احسانیان
- محمد غفاری
- رضا بنفشه‌خواه
- پرویز شاهین خو
- سوسن سلیمی
- ملیحه اکبری
- فرهاد خانمحمدی
- تورج کریمی
- شهرزاد افشار
- ماکان رزاقی
- علی صمدی
- سپهری